# Anomala brunnipennis
Anomala brunnipennis är en skalbaggsart som beskrevs av Leonard Gyllenhaal 1817. Anomala brunnipennis ingår i släktet Anomala och familjen Rutelidae. Inga underarter finns listade i Catalogue of Life.